# ライオン・エア904便着陸失敗事故
ライオン・エア904便着陸失敗事故は2013年4月13日に発生した事故。インドネシアジャワ島のバンドン(フセイン・サストラネガラ空港)発バリ島デンパサール国際空港行のライオン・エア904便（ボーイング737-8GP、PK-LKS）がデンパサール国際空港手前の海に墜落し、乗員7人乗客101人のうち46人が負傷し、うち4人が重傷を負った。
事故後空港は90分ほど閉鎖された。

## 事故機

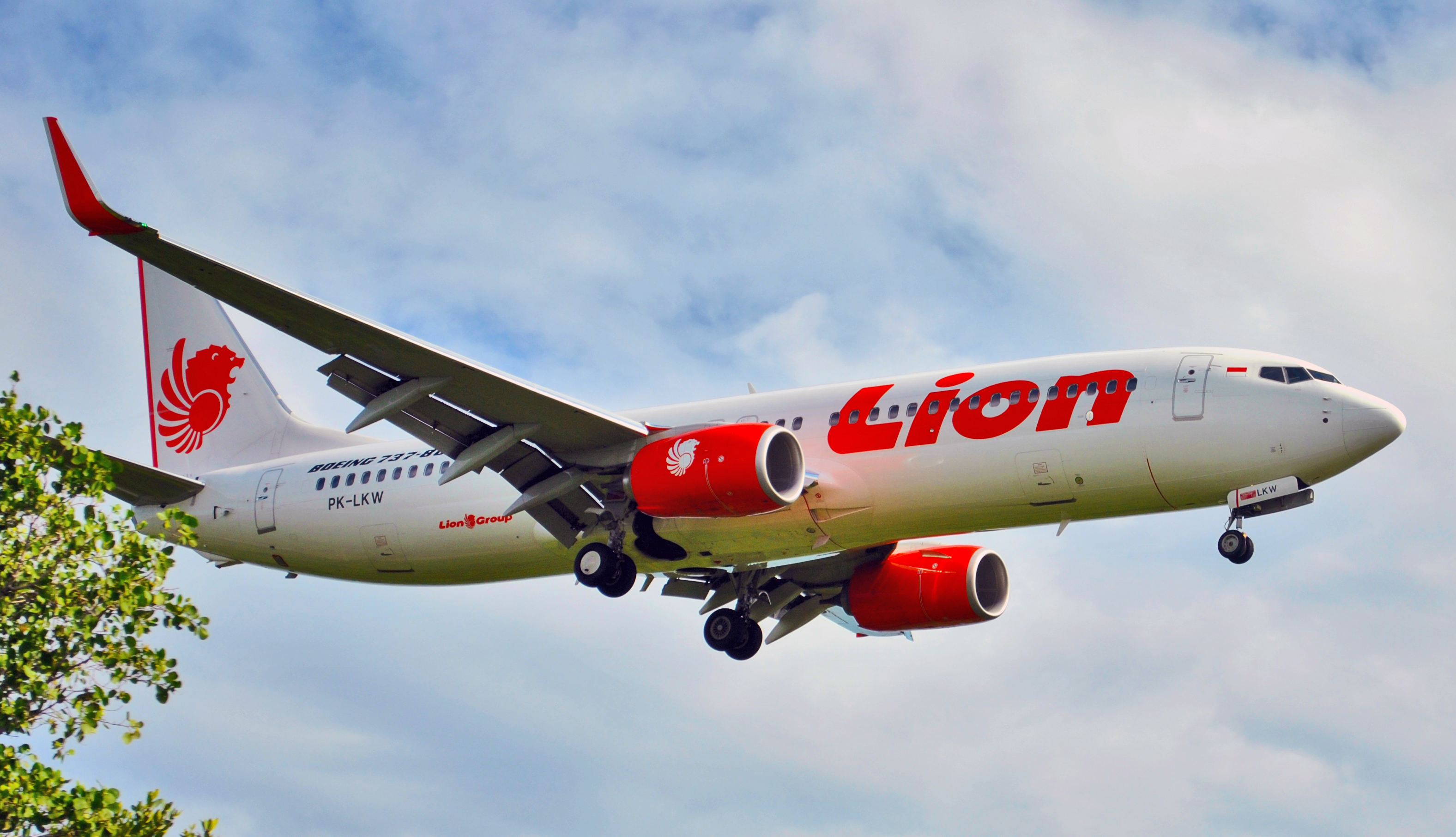
同型機のボーイング737

事故機のボーイング737-8GP（PK-LKS）は、2013年2月21日にライオン・エアの子会社であるマリンド・エアがボーイングから受領した。2013年3月20日に親会社のライオン・エアに移籍し、事故以前にはライオン・エアで6週間ほど運航していた。初飛行を2013年2月5日に行ってからわずか二ヶ月での全損事故となった。

## 事故の経緯
904便は13時45分にフセイン・サストラネガラ空港を離陸した。15時00分頃に着陸のため降下を開始し、15時08分に管制官が方位120度から5ノットの風が吹いていると報告し、904便は1,600フィート (490 m)まで降下した。
副操縦士は900フィート (270 m)地点で滑走路を視認できないと伝えた。機長は、滑走路の末端灯を視認したため、「OK。ライトが見えるから進入を続けよう」と言った。15時09分33秒に、EGPWSが高度約550フィート (170 m)で「ミニマム」とコールし、パイロットはオートパイロットとオートスロットルを解除し、降下を続けた。その後、904便は雨雲に入り、視界が悪化した。
150フィート (46 m)で、機長が操縦を交代した。副操縦士は操縦を機長に任せ、滑走路が見えないと述べた。15時10分01秒に、EGPWSが「20フィート (6.1 m)」をコールし、機長は着陸復航を開始した。しかし、機体は1秒後に水面に接触し、岸から約20メートル、滑走路09の南西約300メートル地点で停止した。

## 事故調査
NTSC(National Transportation Safety Committee(インドネシア))は、2013年5月15日に予備報告書を発表した。フライトデータは、最低降下高度である466フィート (142 m)を下回って降下を続けたことを明らかにしている。報告書によると、890フィート (270 m)で、副操縦士は滑走路が見えないと報告しており、151フィート (46 m)地点でも、パイロットは再び滑走路が見えないと報告している。フライトデータから、パイロットは20フィート (6.1 m)地点で着陸復航を試みたが、すでに手遅れで直後に水面に墜落した。ボーイング737は、着陸復航を行う際に上昇するまでに高度を約29フィート (8.8 m)を失うため、少なくとも49フィート (15 m)以上の高度で復航を開始する必要があった。機体に技術的な欠陥や故障があったという証拠はなかった。最終報告書は2014年に提出された。
2017年1月、インドネシア国家麻薬局の局長が、904便のパイロットは薬物の影響を受けており、海を滑走路だと思い込んでいたと主張した。しかし、事故後に行われたパイロットの薬物検査で陽性反応が出なかったという運輸省の発表と矛盾している。
NTSCは、事故機は最低降下高度以下では飛行経路が不安定になり、降下率が毎分1,000フィート (300 m)を超えていたと述べた。最低降下高度以下での最終進入中に機体が雨雲に入ったため、パイロットは状況認識と視覚的参照を失った。機長は復航を決断し実行したが、十分な高度がなかった。パイロットは空港周辺の天気を考慮した時機を得た正確な気象情報を提供されず、最終進入中はとくに天候が変わっており、致命的な要因となった。

## 乗員乗客
7人の乗務員と101人の乗客を乗せた航空機であった。そのうちの95人は大人、5人は子供で1人が乳児であった。

### 乗客乗務員の国籍
| 国籍         | 乗客 | 乗員 | 合計 |
| ------------ | ---- | ---- | ---- |
| インドネシア | 97   | 6    | 103  |
| シンガポール | 2    | 0    | 2    |
| ベルギー     | 1    | 0    | 1    |
| フランス     | 1    | 0    | 1    |
| インド       | 0    | 1    | 1    |
| 合計         | 101  | 7    | 108  |

## 引用場所
1. ↑  Hradecky, Simon (2013年5月1日). “Accident: Lionair B738 at Denpasar on Apr 13th 2013, landed short of runway and came to stop in sea”. The Aviation Herald. 2013年5月9日閲覧。
2. ↑  Arif Haryanto. “Kronologi Insiden Lion Air LNI 904 PK-LKS di Bandara Ngurah Rai (Chronology of Incident involving Lion Air LNI 904 PK-LKS at Ngurah Rai Airport)” (Indonesian).   Angkasa Pura Airports. 2014年2月1日時点のオリジナルよりアーカイブ。2013年4月16日閲覧。
3. ↑  “PK-LKS Lion Airlines Boeing 737-8GP(WL) – cn 38728 / ln 4350”. Planespotters.net (2013年4月13日). 2013年4月13日閲覧。[リンク切れ]
4. 1 2  “Accident description”. Aviation Safety Network.   Aviation Safety Network. 2018年4月30日閲覧。
5. ↑  Final Report Lion Air Flight 904 – Pilot Error – Cockpit Chatter
6. ↑  “Preliminary Report No. KNKT.13.04.09.04”.   National Transport Safety Committee (2013年5月14日). 2013年8月10日時点のオリジナルよりアーカイブ。2014年11月21日閲覧。
7. ↑  “Final Report No. KNKT.13.04.09.04, PT.Lion Mentari Airlines (Lion Air) Boeing 737 - 800;PK-LKS Ngurh Rai International Airport, Bali Republic of Indonesia 13 April 2013”.   NTSC. 2014年11月29日時点のオリジナルよりアーカイブ。2014年11月21日閲覧。
8. ↑  “Bali crash pilot 'hallucinated', says Indonesia anti-narcotics boss”. Sydney Morning Herald. (2017年1月14日) 2017年1月15日閲覧。
9. ↑  “Aircraft Accident Investigation Report”.   National Transport Safety Committee, Government of Indonesia (2014年). 2017年4月8日閲覧。  この記述には、アメリカ合衆国内でパブリックドメインとなっている記述を含む。
10. ↑  “MUSIBAH LION AIR: 4 Warga Negara Asing Jadi Korban”.   Bisnis.com (2013年4月15日). 2015年5月14日閲覧。[リンク切れ]